# Andronic al IV-lea Paleologul
Andronic al IV-lea Paleolog (n. 2 aprilie 1348, Constantinopol, Imperiul Roman de Răsărit - d. 28 iunie 1385, Silivri) a fost un împărat roman bizantin (1376-1379).

## Biografie
Până în anul 1371, Andronic, fiul cel mai mare al lui Ioan V Paleolog, fusese socotit drept moștenitorul tronului. După întâmplarea cu refuzul lui Andronic de a le plăti venețienilor banii pentru tatăl său, împăratul, supărat, l-a lipsit de drepturile la tron și i le-a transmis celui de-al doilea fiu, Manuel. În anul 1373, în timp ce Ioan al V-lea se afla, împreună cu suzeranul său, sultanul Murad I, în Asia Mică, Andronic și fiul sultanului, Savci Bey, s-au înțeles și s-au răzvrătit împotriva taților lor. Murad a înăbușit răscoala, l-a orbit pe fiul său și l-a sfătuit pe basileul bizantin să facă același lucru cu Andronic și cu fiul acestuia (viitorul împărat Ioan VII). Însă Ioan al V-lea n-a urmat acest sfat (Paleologii s-au străduit întotdeauna să nu fie cruzi față de rude) și, riscând să-și atragă asupra sa mânia sultanului, a poruncit ca operația orbirii să nu fie dusă până la capăt (atunci când vergeaua de metal încinsă - instrumentul supliciului - nu era ținută prea multă vreme înaintea ochilor celui ce urma să fie orbit, vederea slăbea, dar nu dispărea cu totul). Andronic și-a pierdut un ochi, iar în curând a fugit din închisoare și s-a ascuns în Galata. În vara anului 1376, el a cerut ajutorul genovezilor și i-a adresat aceeași rugăminte sultanului Murad I. ,,Bună ocazie pentru mine, s-a bucurat sultanul și i-a dat răzvrătitului zece mii de ostași. La 12 august, după un scurt asediu, Constantinopolul a fost cucerit, uzurpatorul i-a aruncat în închisoare pe tatăl său și pe fratele său, Manuel. În schimbul mercenarilor, ce-i fuseseră puși la dispoziție, Andronic IV le-a înapoiat otomanilor orașele din peninsula Gallipoli, cucerite, la timpul său, de Amedeo de Savoia.
În anul 1379, Paleologii Ioan al V-lea și Manuel au izbuti să fugă la același Murad I. De data aceasta, sultanul a trimis oștiri împotriva lui Andronic. La 1 iulie 1379, soldații lui Ioan și Manuel au pătruns în Constantinopol. Andronic nu voia să se predea, în oraș, luptele au continuat o lună întreagă. La 28 iulie, împărații legitimi au întreprins prima încercare de asalt al palatului Vlacherne; la 4 august, palatul a căzut.
Andronic al IV-lea a trecut iarăși în Galata, luându-l cu sine ca ostatic pe bătrânul Ioasaf Cantacuzino. Doi ani mai târziu, sultanul, căruia îi convenea instabilitatea la vârfurile Imperiului, l-a silit pe Ioan V ,,să-l ierte’’pe Andronic, să-l declare din nou moștenitor și să-i dea ca apanaj orașele de la nordul Mării Marmara.
În anul 1385, Andronic s-a răsculat iar împotriva tatălui său, a fost zdrobit, s-a predat și, după scurt timp, a murit.